# UNIDOC
UNIDOC ist ein XML-basierter Standard zur Unterstützung des elektronischen Datenaustauschs (EDI) bei Geschäftstransaktionen zwischen Handelsunternehmen. Im Unterschied zu anderen XML-basierten EDI-Formaten, wie z. B. UBL, ebXML, RosettaNet oder openTRANS, kommt UNIDOC mit einer einzigen Struktur aus ("all in one").

## UNIDOC-Nachrichtentypen
Elektronische Geschäftsbelege werden innerhalb von UNIDOC-Dateien Nachrichtentypen genannt. Der jeweilige Nachrichtentyp („document type“)
wird im Header angegeben. Die Bezeichnungen der Nachrichtentypen orientieren sich an den aus dem EDIFACT-Standard bekannten sechsstelligen Kürzeln („qualifier“). In der Version 2.0 sind 15 verschiedene definiert:
- CORINV = Korrekturrechnung (correction invoice)
- DELFOR = Lieferabruf (delivery forecast)
- DESADV = Lieferavis (despatch advise)
- IFCSUM = Ladungsverzeichnis / Bordero (forwarding and consolidation summary)
- IFTMIN = Transportauftrag (transport instruction)
- INVOIC = Rechnung und Gutschrift (invoice and credit note)
- INVRPT = Bestandsdaten (inventory report)
- ORDCHG = Bestelländerung (order change)
- ORDERS = Bestellung (purchase order)
- ORDRSP = Auftragsbestätigung (order response)
- OSTRPT = Auftrags-Statusmeldung (order state report)
- PRICAT = Artikelstammdaten (pricelist and catalogue)
- RECADV = Wareneingangsmeldung (receipt advise)
- REMADV = Zahlungsavis (remittance advise)
- SLSRPT = Abverkaufsbericht (sales report)